# María Piedad Castillo de Levi
María Piedad Castillo de Levi o de nacimiento María Lucía Castillo Castillo (Guayaquil, 6 de julio de 1888 – Quito, 4 de marzo de 1962) fue una poeta, prosista y periodista ecuatoriana. Aparte de sus contribuciones como escritora, Castillo es reconocida como una importante feminista que promovió el voto femenino en Ecuador por lo que fue perseguida por las autoridades. Fue hermana de Abel Romeo Castillo y madre de Graciela Levi Castillo.

## Trayectoria
Hija del periodista y político José Abel Castillo y de María Blanca Betsabé Castillo Martiz, Castillo contrajo matrimonio con José Roberto Levi Hoffman en 1915. Estudió en la Facultad de Filosofía y Letras de la Universidad de la Sorbona de París. Empezó trabajando en El Telégrafo Literario además de continuar practicando la poesía y publicando sus producciones tanto en el diario El Telégrafo, como en la revista Hogar Cristiano.

Como feminista, Castillo promovió el voto femenino por lo que las autoridades de la época la persiguieron. En 1924, salió a las calles de Guayaquil a pedir con otras sufragistas el voto par alas mujeres y, cuando la caballería quiso impedirles el paso, ella gritó: 
“¡Matennos! Nosotras venimos a exigir un derecho y no a implorarlo”.
En junio del 1933, fundó con otras feministas la revista Nuevos Horizontes que sirvió como órgano de difusión de la Legión femenina. Un año después, en 1934, el candidato presidencial José María Velasco Ibarra habló por su radio. Ya en 1935, fue candidata para ocupar el Ministerio de Educación y recomendó al joven pintor Eduardo Solá Franco. En 1940, Castillo ocupó la delegación de Ecuador en la Comisión Interamericana de Mujeres. Además, perteneció a la Casa de la Cultura en los núcleos de Guayas y de Pichincha en el año 1946.

## Reconocimientos
En 1955, Castillo fue proclamada "Mujer de las Américas" y, ese mismo año, fue declarada «Socia de Honor» del Ateneo Ecuatoriano en Quito. Posteriormente, en 1960, fue reconocida como «Socia Benemérita» de la Unión de Quiteños. En reconocimiento a su labor poética, la Casa de la Cultura publicó su libro Poemas del Ayer y de Hoy en 1961, que además fue premiado con la medalla de oro en un certamen literario de Quito con su poema "A Colombia".